# Чижов, Людвиг Александрович
Лю́двиг Алекса́ндрович Чижо́в (25 апреля 1936 ― 1 января 2023) — советский, российский дипломат. Чрезвычайный и полномочный посол.

## Биография
Окончил МГИМО МИД СССР и факультет повышения квалификации при Дипломатической Академии МИД СССР.
- В 1960—1965 и 1971—1977 годах — сотрудник посольства СССР в Японии.
- В 1980—1986 годах — советник-посланник посольства СССР в Японии.
- С июля 1986 по август 1987 года — заведующий Отделом Тихоокеанских стран МИД СССР.
- С августа 1987 по август 1990 года — начальник Управления стран Тихого океана и Юго-Восточной Азии МИД СССР.
- С 7 августа 1990 по 6 сентября 1996 года — чрезвычайный и полномочный посол СССР, затем (с 1991) России в Японии[1][2].
- В 1996—2001 годах — посол по особым поручениям МИД России. В 1998 году одновременно был председателем Комиссии по делимитации государственной границы и разграничению морских пространств между Россией и Эстонией.

Скончался 1 января 2023 года. Похоронен на Троекуровском кладбище (уч. 9а).

## Семья
Был женат, имел двоих детей.

## Награды
- Орден «Знак Почёта»
- Почётная грамота Президиума Верховного Совета РСФСР
- Почётная грамота МИД России